# Fegerbarsche
Die Fegerbarsche (Scorpididae), auch Steinbrassen genannt, sind eine Familie von Meeresfischen aus der Ordnung der Sonnenbarschartigen (Centrarchiformes).

## Verbreitung
Sie kommen vor allem im zentralen Pazifik von den Philippinen bis Australien vor. Drei Arten kommen in östlichen Pazifik vor, Bathystethus orientale bei der Osterinsel, Medialuna ancietae vor der Küste von Peru und Chile und Scorpis chilensis bei den Juan-Fernández-Inseln. Steinbrassen leben an Felsküsten und in Tangwäldern.

## Merkmale
Fegerbarsche werden 20 bis 50 cm lang, haben einen seitlich abgeflachten Körper, der 1,8- bis 2-mal so lang wie hoch ist und besitzen eine durchgehende Rückenflosse. Auffallend ist die Symmetrie zwischen Rücken- und Afterflosse. Die Fische sind mit kleinen Ctenoidschuppen bedeckt, die sich auch über den größten Teil der weichstrahligen Abschnitte von Rücken- und Afterflosse erstrecken. Das kleine, schräg stehende Maul ist endständig und reicht gerade bis zum Vorderrand der Augen. Die Kiefer sind mit kräftigen, konischen Zähnen besetzt, die in Bändern angeordnet sind. Die Zähne der äußeren Zahnreihe sind größer und nach hinten gebogen. Im Unterschied zu den ähnlichen Nagebarschen (Girellidae) besitzen Fegerbarsche keine schneidezahnartigen Zähne. Die Seitenlinie ist durchgehend und leicht gebogen. Die Flossenstrahlen des hartstrahligen Abschnitts der Rückenflosse sind nur halb so hoch wie die des weichstrahligen Abschnitts. Der Ansatz der Bauchflossen liegt deutlich hinter der Brustflossenbasis. Die Schwanzflosse ist tief gegabelt. Die Fische sind in den meisten Fällen grau gefärbt, auf dem Rücken dunkler und am Bauch weißlich. Der Oberrand des Kiemendeckels und die Ober- und Unterränder der Schwanzflosse sind oft schwarz gesäumt. Auch die Basis der Brustflossen ist schwarz.
- Flossenformel: Dorsale IX–X/26–28, Anale III/27–28.[4]

## Lebensweise
Fegerbarsche leben meist in größeren Schulen an felsigen Küsten und in Flussmündungen bis in Tiefen von etwa 30 Metern. Sie ernähren sich vor allem von Zooplankton und Algen.

## Systematik
Die Fegerbarsche werden oft als Unterfamilie den Steuerbarschen (Kyphosidae) zugerechnet. Viele Autoren geben ihnen auch den Rang einer eigenständigen Familie.

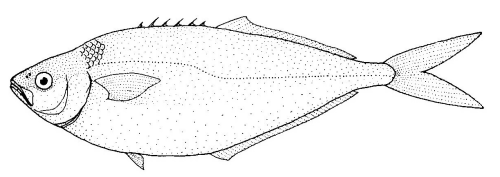
Bathystethus cultratus

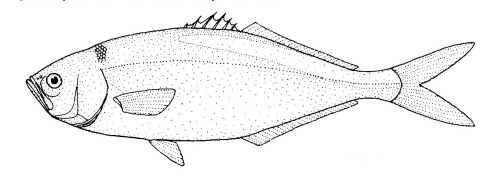
Labracoglossa nitida

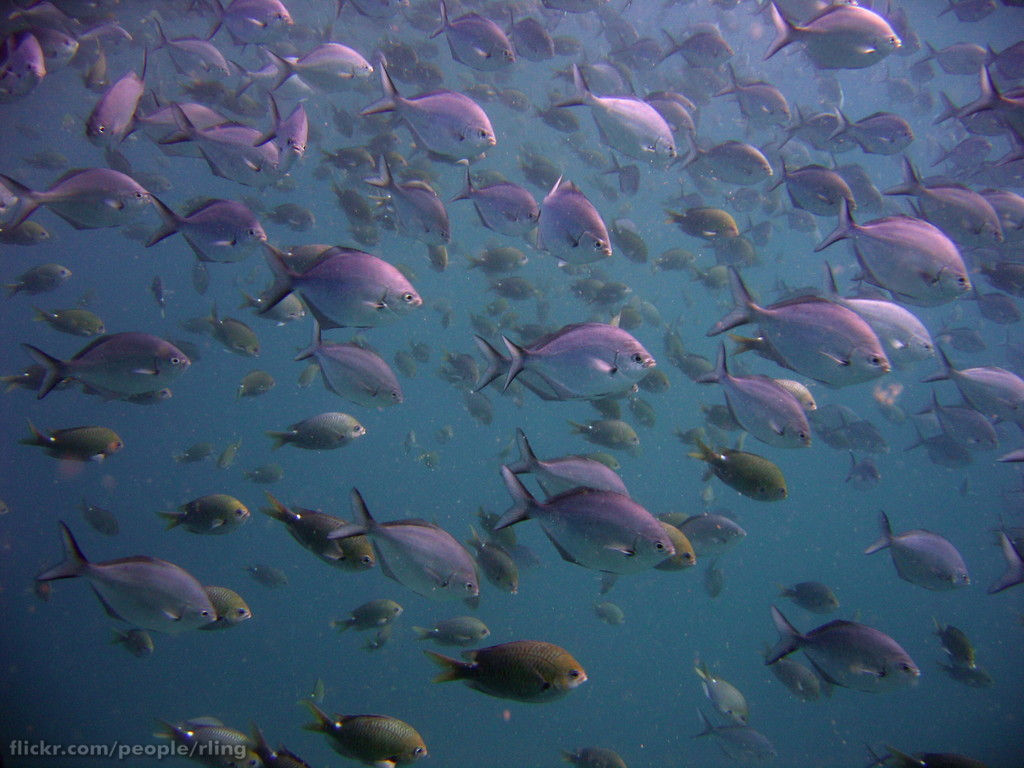
Scorpis lineolata

## Gattungen und Arten
Es gibt vier Gattungen mit elf Arten:
- Gattung Bathystethus
  - Bathystethus cultratus (Bloch & Schneider, 1801)
  - Bathystethus orientale Regan, 1913
- Gattung Labracoglossa
  - Labracoglossa argenteiventris Peters, 1866
  - Labracoglossa nitida McCulloch & Waite, 1916
- Gattung Medialuna
  - Medialuna ancietae Chirichigno, 1987
  - Medialuna californiensis (Steindachner, 1876)
- Gattung Scorpis
  - Scorpis aequipinnis Richardson, 1848
  - Scorpis chilensis Guichenot, 1848
  - Halbmond (Scorpis georgianus) Valenciennes, 1832
  - Scorpis lineolata Kner, 1865
  - Scorpis violacea (Hutton, 1873)

Die ehemals den Fegerbarschen zugeordnete Gattung Neoscorpis wird heute in die Kyphosidae gestellt, da die gemeinsamen Merkmale von Scorpididae und Neoscorpis plesiomorph sind.

## Belege
1. ↑  Bathystethus orientale auf Fishbase.org (englisch)
2. ↑  Medialuna ancietae auf Fishbase.org (englisch)
3. ↑  Scorpis chilensis auf Fishbase.org (englisch)
4. 1 2 3 4  Kent E. Carpenter & Volker H. Niem: The Living Marine Resources of the Western Central Pacific. Band 5. Bony fishes part 3 (Menidae to Pomacentridae). Rome, FAO. 1998, ISBN 92-5-104587-9. Seite 3299–3300.
5. 1 2  Scorpidinae auf Fishbase.org (englisch)
6. ↑  Joseph S. Nelson, Terry C. Grande, Mark V. H. Wilson: Fishes of the World. Wiley, Hoboken, New Jersey, 2016, ISBN 978-1118342336
7. ↑  Rudie H. Kuiter / Helmut Debelius: Atlas der Meeresfische, Kosmos-Verlag, 2006, ISBN 3-440-09562-2.
8. ↑  Steen Wilhelm Knudsen & Kendall D. Clements: Revision of the fish family Kyphosidae (Teleostei: Perciformes). Zootaxa 3751 (1): 001–101 (24 Dezember 2013), doi:10.11646/zootaxa.3751.1.1, ISSN 1175-5334